# 军事委员会中苏特种情报所
军事委员会中苏特种情报所是抗战前期国民政府军事委员会与苏联情报合作的机构。

## 历史
1937年8月27日，兩國签订《中苏互不侵犯条约》，苏联开始大规模援华抗战，除派遣军事顾问、志愿航空队，提供数亿美元军火武器外，也开始在情报方面合作。1938年5月，中苏达成在对日情报领域的合作意向，决定成立联合情报机构，军委会办公厅外事组主任周明与苏方代表瓦西列夫签署《中苏情报合作经费议定书》。1938年7月14日，在汉口市特四区台儿庄路86号秘密组建“中苏技术研究所”，军事委员会办公厅主任贺耀祖兼任所长，军令部第二厅第三处处长郑介民及苏联派遣的瓦西列夫为副所长，贺耀祖派遣候任驻伯力总领事馆（总领事阎宝航）副领事的陆力之为联络官联絡苏联驻华大使馆武官舒珂夫，负责交换中国空军反间谍行动。研究所内设四科，中方人员任科长，苏方人员任副科长：
- 第一科负责训练与派遣情报人员。科长军统江雄风，副科长科佛多洛夫
- 第二科负责搜集整理情报。科长郑冰如，副科长为友里也夫
- 第三科负责电讯通信。科长苏明，副科长奥斯博夫
- 第四科负责总务、经理、管理。科长黄昌度

军委会办公厅主任贺耀组与苏联驻华大使馆武宫舒科夫交换情报，陆立之任军委会办公厅外事组组长具体承办，苏联方面提供轴心国日德意的政治外交战略情报给中方参考。贺耀祖任职所长26天后，8月11日军令部二厅厅长徐培根接任。
1939年，在重庆米亭子街公开设立“军事委员会中苏特种情报所”和“军事委员会中苏特种情报电台”。实际上由军令部第二厅控制。中苏特种情报所所长由第二厅长徐培根和杨宣诚先后兼任，副所长是苏联人华西列夫，科长郑冰如、黄昌度及其下人员由第二厅调任。
设在重庆市南岸汪山放牛坪的中苏特种情报电台台长是苏联人伊凡诺夫，副台长萧坚白原是第二厅第四处（电讯处）的科长。
1942年1月，毛庆祥向蒋介石呈报：军统人员陈祖舜等79人已经脱离中苏情报所，奉调回局工作，少将副主任魏大铭、第四组少将组长方砚农等所内干部亦申请免职。蒋介石批复同意，但指示所有机器设备继续留在所里。